# FAME Studios
FAME (Florence Alabama Music Enterprises) Studios es un estudio de grabación ubicado en el 603 de East Avalon Avenue en Muscle Shoals, Alabama, Estados Unidos. Aunque pequeño y distante de los principales lugares de grabación de la industria musical estadounidense, FAME ha producido muchos discos de éxito y fue fundamental en lo que se conoció como el sonido Muscle Shoals. Fue iniciado en la década de 1950 por Rick Hall, conocido como el fundador de Muscle Shoals Music. El estudio, propiedad de Hall hasta su muerte en 2018, sigue funcionando activamente. Fue agregado al Registro de Monumentos y Patrimonio de Alabama el 15 de diciembre de 1997, y fue incluido en el Registro Nacional de Lugares Históricos en 2016. El galardonado documental de 2013 Muscle Shoals presenta a Rick Hall, el Muscle Shoals Rhythm Section (también llamada The Swampers) y el sonido Muscle Shoals originalmente popularizado por FAME.

## Historia

### Historia temprana
FAME (que representa a Florence Alabama Music Enterprises) fue fundada por Rick Hall, Billy Sherrill y Tom Stafford a fines de la década de 1950. Primero se ubicó encima de City Drug Store en Florence, Alabama. Dos puertas más abajo había una casa de empeño - "Uncle Sams" - donde los artistas aspirantes comprarían o empeñarían sus instrumentos, dependiendo de la trayectoria de sus carreras. El estudio se trasladó a un antiguo almacén de tabaco en Wilson Dam Road en Muscle Shoals a principios de la década de 1960, cuando Hall se separó de Sherrill y Stafford. Hall pronto grabó el primer disco de éxito del área de Muscle Shoals, "You Better Move On" de Arthur Alexander. Hall tomó las ganancias de esa grabación para construir la instalación actual, en Avalon Avenue en Muscle Shoals. En 1963 grabó el primer éxito producido en ese edificio, "Steal Away" de Jimmy Hughes.
El estudio FAME prosperó. "A mediados de la década de 1960 se había convertido en un semillero de músicos pop de diversos tipos, incluidos los Rolling Stones, Otis Redding, Wilson Pickett, Clarence Carter, Solomon Burke", según Los Angeles Times. La cantante Aretha Franklin le dio crédito a Hall por el "punto de inflexión" en su carrera a mediados de la década de 1960, llevándola de una artista en apuros a la "Reina del Soul". Según Hall, una de las razones del éxito de FAME en un momento de dura competencia de los estudios en otras ciudades fue que pasó por alto el tema de la raza, una perspectiva que llamó "daltónico". "Fue una época peligrosa, pero el estudio era un refugio seguro donde negros y blancos podían trabajar juntos en armonía musical", escribió Hall en su autobiografía. Décadas más tarde, una publicación en Malasia se refirió a Hall como un "violinista blanco que se convirtió en una fuerza poco probable en la música soul".
A medida que se empezó a correr la voz sobre Muscle Shoals, otros artistas empezaron a llegar allí para grabar. El productor de Nashville, Felton Jarvis, llevó a Tommy Roe y grabó la canción "Everybody" de Roe en 1963. El editor de música de Atlanta, Bill Lowery, quien había sido mentor de Hall en sus primeros días, envió a los Tam. El editor y productor de Nashville, Buddy Killen, llevó a Joe Tex. Leonard Chess animó a Etta James a grabar allí, e hizo su éxito de 1967 "Tell Mama" y el álbum Tell Mama en FAME. Jerry Wexler de Atlantic Records llevó a Wilson Pickett y Aretha Franklin para grabar. La sesión de grabación con Franklin trajo un conflicto inesperado: uno de los trompetistas acosó sexualmente a la cantante y su esposo lo despidió de la sesión. Más tarde esa noche, Hall fue a reconciliarse con Franklin y su esposo, pero se produjo una pelea y la sesión de grabación fue cancelada. Wexler le juró a Hall que nunca volvería a trabajar con él.
Duane Allman, más tarde de Allman Brothers Band, instaló una carpa y acampó en el estacionamiento de FAME Studios en 1968 para estar cerca de las sesiones de grabación que ocurrían allí. Pronto se hizo amigo de Rick Hall y Wilson Pickett, que estaba grabando allí. Durante la pausa del almuerzo, Allman le enseñó a Pickett "Hey Jude"; su versión de la canción fue grabada con Allman tocando la guitarra principal. Al escuchar la sesión, la gente de Atlantic comenzó a preguntar quién había tocado los solos de guitarra, y Hall respondió con una nota escrita a mano que decía "un gato hippie que ha estado viviendo en nuestro estacionamiento". Poco después, a Allman se le ofreció un contrato de grabación; Las audiciones para la Allman Brothers Band se llevaron a cabo más tarde en FAME Studios. A Allman le encantaba la zona y, a lo largo de su corta vida, regresaba con frecuencia a los Shoals para trabajar durante las sesiones.
Los músicos de sesión que trabajaban en el estudio se conocieron como Muscle Shoals Horns y Muscle Shoals Rhythm Section (o Swampers). En 1969, justo después de que Hall firmara un contrato con Capitol Records, los cuatro miembros principales de la Sección de Ritmo de Muscle Shoals (Barry Beckett (teclados), Jimmy Johnson (guitarra), Roger Hawkins (batería) y David Hood (bajo), se fueron a fundar un negocio competidor, Muscle Shoals Sound Studio, originalmente en el 3614 de Jackson Highway en la cercana Sheffield, Alabama. Posteriormente, Hall contrató a Fame Gang como la nueva banda de estudio. También llamada Tercera Sección de Ritmo FAME, estaba formada por ocho músicos más el arreglista y productor Mickey Buckins. Este grupo respaldó a cantantes como Aretha Franklin, Wilson Pickett, Clarence Carter, Bobbie Gentry, Etta James y Candi Staton durante las sesiones de grabación en FAME Studios.
Aretha Franklin grabó en FAME solo en una ocasión, a principios de 1967; su éxito "I Never Loved a Man the Way I Love You" fue grabado en ese momento, con Swampers como acompañamiento. La pista de "Do Right Woman, Do Right Man" también se grabó durante esa sesión. Más tarde, Franklin reconoció públicamente a Rick Hall "por el punto de inflexión en su carrera, llevándola de una artista en apuros" a una gran estrella de la música. El LP completo pudo haber sido grabado en FAME, pero después de que el esposo de Franklin, Ted White, comenzara un altercado, el productor Jerry Wexler decidió continuar grabando en Nueva York, incluyendo "Respect", usando nuevamente a Swampers como acompañamiento.

### 1970 a 1990

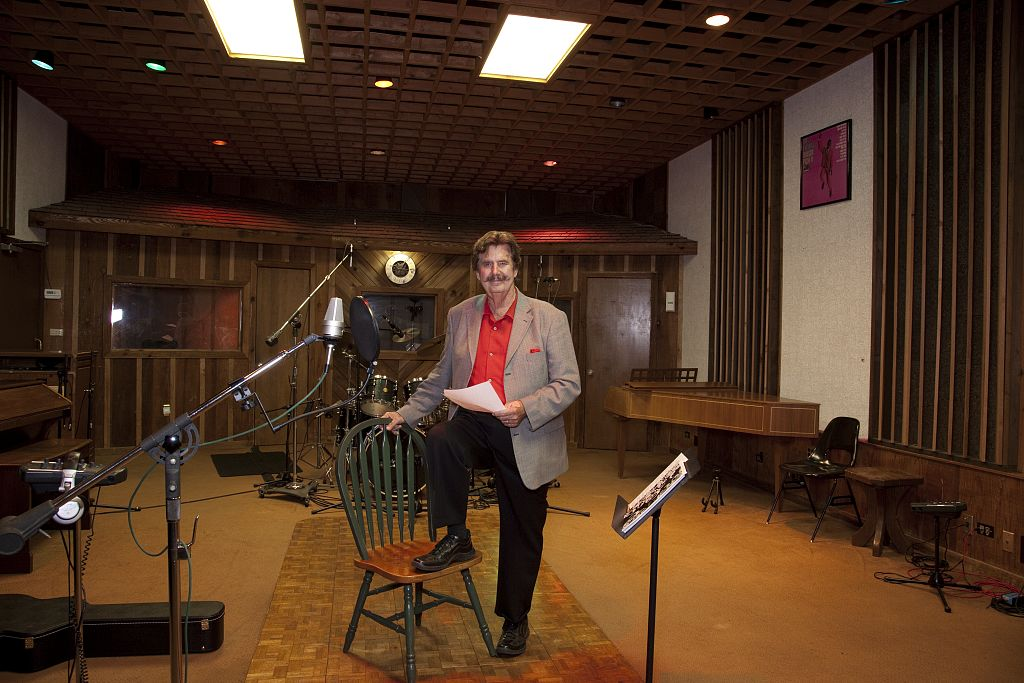
Rick Hall en FAME Studios en 2010.

El estudio siguió funcionando bien durante la década de 1970. Hall pudo convencer a Capitol Records para que distribuyera las grabaciones de FAME. En 1971, Rick Hall fue nombrado Productor del Año por la revista Billboard . Un año después fue nominado a un premio Grammy en la misma categoría.
A medida que los éxitos seguían llegando, Hall se expandió al área de los éxitos del pop adolescente con los Osmonds, un grupo vocal de Utah, con el hermano menor Donny Osmond. La colaboración resultó en el éxito "One Bad Apple" en 1970, entre otros, y ayudó a Hall a ser nombrado "Productor del año" en 1971. A medida que avanzaba la década de los 70, FAME regresó a la música country, produciendo éxitos para Mac Davis, Bobbie Gentry, Jerry Reed y los Gatlin Brothers. También trabajó con el compositor y productor Robert Byrne para ayudar a una banda de bar local, Shenandoah, a encabezar la lista Hot Country Songs varias veces en las décadas de 1980 y 1990. El personal editorial de Hall compuesto por compositores internos escribió algunos de los mayores éxitos country de esas décadas. Su catálogo de publicaciones incluía muchos artículos importantes. En 1985, Rick Hall fue incluido en el Salón de la Fama de la Música de Alabama, y su cita se refiere a él como el "Padre de la música Muscle Shoals".
Los cantantes exitosos que trabajaron en FAME incluyeron a Bobbie Gentry, quien grabó el álbum Fancy (1970), y luego con el cantautor Mac Davis, quien encabezó las listas de éxitos de pop y country con "Baby, Don't Get Hooked on Me" (1972 ). Davis grabó cuatro álbumes de oro en FAME, con los sencillos "Texas in My Rear View Mirror" y "Hooked on Music" convirtiéndose en éxitos en las listas de música country y pop. Muchos artistas grabaron con The Fame Gang como Joe Tex, Bobby Blue Bland, Eddie Floyd, Candi Staton, Clarence Carter, Little Milton, Sawyer Brown, Tony Joe White, Duane Allman, Boz Scaggs, Elkie Brooks, Paul Simon, Lynyrd Skynyrd, Joe Cocker, Jim Capaldi, Julian Lennon, Delbert McClinton, JJ Cale, John Prine, los Oak Ridge Boys, los Rolling Stones.
Hall continuó produciendo éxitos country en la década de 1980, incluidos los discos número uno de Jerry Reed "She Got the Goldmine (I Got the Shaft)" y "The Bird" en 1982. También comenzó la carrera de Gus Hardin con el popular "After the Last Good-bye" y tuvo un exitoso álbum con Larry Gatlin y los Gatlin Brothers, Houston to Denver (1984). Las producciones de Hall en los LP de TG Sheppard incluyen Livin 'on the Edge (1985), It Still Rains in Memphis (1986) y One for the Money (1987). Los 20 mejores sencillos incluyen "Fooled Around and Fell in Love" de Elvin Bishop Group en 1975. Los 10 mejores sencillos incluyeron "In Over My Heart" y "Doncha?" De TG Sheppard en 1985. Los 5 mejores sencillos incluyen "Strong Heart" (1985), "One for the Money" (1987) y un sencillo número 1, "You're My First Lady" (1987) de TG Sheppard también.
Hall luego volvió a la forma en que había comenzado, desarrollando nuevos artistas. Una banda de country local que tocaba en un club en la calle de FAME Studios llamó su atención, y él y Robert Byrne coprodujeron un LP con el grupo Shenandoah. Hall hizo un contrato discográfico con CBS Records y, a partir de entonces, el grupo obtuvo el top 10 de sencillos con "She Doesn't Cry Anymore" (1988) y "See If I Care" (1990), top 5 sencillos con "Mama Knows" (1988). y "The Moon Over Georgia" (1991), y seis sencillos número 1 con "The Church on Cumberland Road" (1989), "Sunday in the South" (1989), "Two Dozen Roses" (1989), "Next to You, Next to Me" (1990),"Ghost in This House"(1990) y "I Got You" (1991).
Además de los estudios FAME, Hall operaba FAME Records, cuya lista original incluía a Clarence Carter, Candi Staton, Jimmy Hughes, Willie Hightower y Fame Gang. La ejecución original del sello fue entre 1964 y 1974, con la distribución a cargo de Vee-Jay Records de 1964 a 1966, Atco Records de 1966 a 1967, Capitol Records de 1969 a 1972 y United Artists Records de 1972 a principios de 1974. En 2007, Hall reactivó el sello FAME Records a través de un acuerdo de distribución con EMI.

### Siglo 21
En 2007, el CD de Bettye LaVette, nominado al Grammy, The Scene of the Crime, producido por Patterson Hood y Drive-By Truckers, se grabó en los estudios de grabación FAME. Los Truckers también respaldaron a Lavette en el disco, con contribuciones de David Hood y Spooner Oldham, de la banda original de estudio, The Swampers.
Fame Sessions, el segundo álbum de los Nightowls, fue grabado en FAME Studios en septiembre de 2015 en colaboración con David Hood y Spooner Oldham.
El último álbum de Gregg Allman, Southern Blood (2017), fue grabado en FAME en marzo de 2016. Otros artistas que grabaron en FAME en los últimos años incluyen a Drive-By Truckers, Jason Isbell, Tim McGraw con su éxito "I Like It, I Love It", The Dixie Chicks, George Strait, Martina McBride, Demi Lovato, Kenny Chesney, y The Blind Boys of Alabama. Third Day grabó su último álbum, Revival, en FAME en 2017. Más recientemente, Roadside Glorious, Meg Williams, Big Daddy Wilson, y los australianos Murray Cook, The Soul Movers, Misty Blue y Lucie Tiger y los neerlandeses DeWolff grabaron en FAME Recording Studio.

### Legado
Rick Hall murió a principios de 2018. En su obituario, The New Yorker concluyó su cobertura de la carrera de Hall con FAME diciendo: "Muscle Shoals sigue siendo notable no solo por la música que se hace allí, sino por su improbabilidad como epicentro de cualquier cosa; que una pequeña ciudad en un rincón tranquilo de Alabama se convirtió en un hervidero de ritmo progresivo, integrado y el blues todavía se siente inexplicable. Todo lo que Hall conjuró allí, lo que soñó y lo hizo realidad, es esencial para cualquier relato del ingenio estadounidense. Es un testimonio de cierto tipo de esperanza". Una publicación de Alabama comentó que a Hall le sobreviven su familia "y un legado musical de Muscle Shoals como ningún otro".
Un artículo del Anniston Star (Alabama) concluye con este epitafio: "Si el mundo quiere saber sobre Alabama, un estado que rara vez se publicita por algo que no sea fútbol universitario y política vergonzosa, el difunto Rick Hall y su legado son modelos dignos de defender".
A principios de 2018, Rolling Stone publicó esta evaluación: "La producción ganadora del Grammy de Hall tocó casi todos los géneros de música popular, desde el country hasta el R&B, y su Fame Studio y su editorial fueron un caldo de cultivo para futuras leyendas en el mundo de la composición y el trabajo de sesión, así como un hogar de grabación para algunos de los mejores músicos y artistas de grabación de todos los tiempos".